# Webers Peaks
Die Webers Peaks sind eine Reihe aus einem Gebirgskamm aufragender Gipfel in der Heritage Range des Ellsworthgebirges im westantarktischen Ellsworthland. Sie werden vom Splettstoesser-Gletscher im Norden, dem Balish-Gletscher im Osten und den Dobbratz- und Fendorf-Gletschern im Westen umflossen.
Zu den Gipfeln der Webers Peaks gehören der Bingham Peak (1540 m), der Pojeta Peak (1500 m), der Springer Peak (1460 m) im Norden, und der Hurst Peak (1790 m) im Süden.
Ihren Namen erhielten die Gipfel von einer Forschungsexpedition der University of Minnesota, die 1962/63 das Ellsworthgebirge erkundete. Sie benannten sie nach einem Mitglied der Expedition, dem Geologen Gerald Frank Webers (1932–2008).